# خبز القمح الأسود
خبز القمح الأسود هو نوع من الخبز الشائع في وسط سلوفينيا بشكل رئيسي. يتكون من حنطة سوداء وماء وبطاطا وخميرة وملح الطعام.